# Volo Eastern Air Lines 663
Il volo Eastern Air Lines 663 era un volo di linea della Eastern Air Lines tra l'aeroporto Generale Edward Logan e l'aeroporto di Atlanta con scali intermedi a New York, Richmond, Charlotte e Greenville. L'otto febbraio 1965 il Douglas DC-7 che effettuava il volo precipitò al suolo poco dopo il decollo dall'aeroporto J.F.K di New York

## L'aereo
Il velivolo coinvolto nell'incidente era un Douglas DC-7B Seven Seas con numero di registrazione N849D motorizzato da quattro Wright R-3350 e consegnato alla Eastern Air Lines nel 1958.
Al momento dell'incidente aveva accumulato 18.500 ore di volo.

## L'incidente
Il volo si svolse senza problemi nella tratta tra aeroporto Generale Edward Logan e l'aeroporto JFK. Il DC-7 decollò da New York alle 18:20 con un piano di volo strumentale per Richmond.
Nello stesso momento un altro velivolo, un Boeing 707 della Pan American, stava iniziando la procedura di avvicinamento a JFK.
Alle 18:26 i piloti del Boeing 707 riportarono di aver avuto una mancata collisione con un altro velivolo.
Poche decine di secondi più tardi il volo 663 impattò la superficie del mare, scomparendo dagli schermi del radar.

## Le indagini
Per accertare le cause dell'incidente venne nominata una commissione di inchiesta da parte della CAB (Civil Aeronautics Board). La notte dell'8 febbraio era molto scura, senza la luna o stelle visibili all'orizzonte. Il Douglas DC-7 ed il Boeing 707 si ritrovarono con rotte praticamente incidenti ma avevano comunque una separazione verticale sufficiente a garantire la necessaria sicurezza al volo. Quando i due aerei si trovarono praticamente di fronte, i piloti ebbero l'impressione di un possibile scontro. Il Boeing iniziò a virare verso destra e il Douglas effettuò anch'esso una virata a destra molto accentuata. Questa manovra improvvisa provocò ai piloti del Douglas un disorientamento spaziale; data la scarsa quota alla quale si trovava il velivolo non ebbero il tempo di poter accorgersi del reale pericolo.